# غزنرة سميكة الفروع
غزنرة سميكة الفروع (الاسم العلمي:Gesneria pachyclada) هي نوع من النباتات تتبع جنس الغزنرة من الفصيلة الغزنرية.